# Chigozie Agbim
Chigozie Agbim (Kaduna, Nigeria, 28 de noviembre de 1984) es un futbolista nigeriano. Se desempeña como guardameta en el Delta Force de la Liga Premier de Nigeria.

## Selección nacional
Ha sido internacional con la selección de fútbol de Nigeria en 14 ocasiones.

### Participaciones en Copas del Mundo
| Mundial                        | Sede   | Resultado        | Partidos | Goles |
| ------------------------------ | ------ | ---------------- | -------- | ----- |
| Copa Mundial de Fútbol de 2014 | Brasil | Octavos de final | 0        | 0     |

### Participaciones en Copas Confederaciones
| Copa                           | Sede   | Resultado      | Partidos | Goles |
| ------------------------------ | ------ | -------------- | -------- | ----- |
| Copa FIFA Confederaciones 2013 | Brasil | Fase de grupos | 0        | 0     |

### Participaciones en Copas Africanas
| Copa                           | Sede      | Resultado | Partidos | Goles |
| ------------------------------ | --------- | --------- | -------- | ----- |
| Copa Africana de Naciones 2013 | Sudáfrica | Campeón   | 0        | 0     |

## Clubes
| Club                      | País    | Año       |
| ------------------------- | ------- | --------- |
| Gombe United FC           | Nigeria | 2002-2003 |
| Al Merreikh Omdurmán      | Sudán   | 2004      |
| Nigeria Port Authority FC | Nigeria | 2005      |
| Enugu Rangers             | Nigeria | 2006-2009 |
| Warri Wolves              | Nigeria | 2009-2012 |
| Enugu Rangers             | Nigeria | 2013      |
| Gombe United FC           | Nigeria | 2014      |
| Enugu Rangers             | Nigeria | 2015      |
| Delta Force FC            | Nigeria | 2019-     |

## Palmarés

### Copas internacionales
| Título                    | Selección | Sede      | Año  |
| ------------------------- | --------- | --------- | ---- |
| Copa Africana de Naciones | Nigeria   | Sudáfrica | 2013 |